# Ceará Sporting Club
Ceará Sporting Club é um clube poliesportivo brasileiro. Sua sede situa-se em Fortaleza. O clube foi fundado na noite do dia 2 de junho de 1914, pelas ruas do histórico bairro do Centro de Fortaleza.
Carinhosamente apelidado de Vovô, o clube recebeu essa alcunha por ser o clube de futebol mais antigo do estado do Ceará. O apelido acabou sendo transformado também na mascote do clube, composta por um senhor de barba e bigode brancos vestindo o uniforme da equipe.
Seu estádio oficial é o Carlos de Alencar Pinto, apelidado pela torcida como Vovozão. O alvinegro, porém, manda os seus jogos na Arena Castelão, do Governo do Estado do Ceará, e no Estádio Presidente Vargas, da Prefeitura de Fortaleza.
Também é de posse do clube um dos mais modernos centros de treinamento do Nordeste, a Cidade Vozão, que ocupa uma área de oito hectares, abrigando nele um estádio com capacidade para 4.000 pessoas; quatro campos oficiais de treinamento, sendo um deles com gramado sintético, bem como uma quadra society. O CT possui um prédio com 1.600 m² de construção.
Tem como principais títulos o Torneio Norte–Nordeste de 1969, o tricampeonato da Copa do Nordeste, conquistados em 2015, 2020 e 2023 – com os dois primeiros sendo conquistados de forma invicta –, além de 47 títulos estaduais.
É dono das melhores campanhas de um clube cearense na Copa do Brasil, vice-campeão em 1994, edição em que ficou marcada pela polêmica de um suposto pênalti não marcado a favor do Alvinegro na final; além das semifinais de 2005 e 2011.
O clube também possui, até o momento, a melhor campanha da história na fase de grupos do atual formato da Copa CONMEBOL Sudamericana. Com uma campanha irretocável na fase de grupos da competição em 2022, o Vovô disputou 6 jogos, conquistou 6 vitórias, marcou 17 gols e sofreu apenas 1 gol. Além disso, foi o 1º clube do Nordeste a vencer uma partida oficial na Argentina, após derrotar o Independiente, por 2 a 0, em Avellaneda.
Em diversas pesquisas e levantamentos, o Alvinegro de Porangabuçu foi considerado o detentor da maior torcida do estado, sendo a terceira maior do Nordeste, segundo a Pluri, o IBOPE, o Datafolha, a Ipsos Marplan, o Lance! e Ibope. A última pesquisa relevante foi em outubro de 2024 feita pelo Instituto Datafolha, instituto esse que faz o levantamento de torcidas a cada quatro anos na nossa capital e, mais uma vez, o Alvinegro levou a melhor, assim como em 2020, 2016 e 2012.  Outra pesquisa, ainda mais recente, foi realizada pelo Instituto Opnus, encomendada pelo Sistema Verdes Mares em março de 2025 e, entre os clubes cearenses, o Alvinegro também levou a melhor. 
É o clube alencarino com mais públicos acima de 50.000 pagantes na história do Estado (13 vezes). O Alvinegro também possui médias de público espetaculares em edições da Série A: 30.471 pagantes em 2022, 28.613 pagantes em 2018; 26.011 pagantes em 2019; e 23.467 pagantes em 2010 (2ª melhor média daquela edição). Além disso, é o clube cearense com a melhor média de público da Copa do Brasil (35.407 pagantes em 2005), além de possuir a 4ª melhor média de público da história da competição (20.355 pagantes entre 1989 e 2017). Também possui números expressivos em outras competições, como as Copas do Nordeste de 2013 (23.541 pagantes), 2014 (20.283 pagantes) e 2015 (24.282 pagantes); as Série B de 2024 (28.149 pagantes), de 2009 (22.660 pagantes) e 2017 (20.555 pagantes); e o Cearense de 2006 (20.229 pagantes).
É o único time do estado e um dos poucos do Brasil a nunca ter participado da Série C do Campeonato Brasileiro. Além disso, Ceará e Bahia são os únicos clubes do Nordeste a nunca terem ficado sem divisão nacional desde 1971 (o Sport, outro clube nordestino a nunca ter jogado a Série C, ficou sem participação em competições nacionais em 1972).
É, também, um dos clubes cearenses que mais participaram do Campeonato Brasileiro (27 vezes) e da Copa do Brasil (28 vezes), tendo o mesmo número de participações que o Fortaleza em ambas as competições.  É o clube do estado que mais vezes jogou o Brasileirão Série B, com 31 participações, além de ser o maior campeão do estado em títulos de Campeonato Cearense, com 47 conquistas, sendo 1 vez pentacampeão (1915-1919), 3 vezes tetracampeão (1975-1978, 1996-1999 e 2011-2014) e 1 vez tricampeão (1961-1963). O Ceará é um dos times nordestinos que mais disputaram competições internacionais oficiais, sendo quatro participações: a Copa Conmebol de 1995 e a Copa Sul-Americana de 2011, 2021 e 2022. É o 2° melhor clube nordestino no Ranking da Conmebol, ficando atrás apenas do Fortaleza.
O Ceará também possui conquistas importantes no Futebol Feminino e na suas Categorias de Base do Futebol Masculino. Em 2020, o Vovô sagrou-se Campeão Brasileiro de Aspirantes, ao vencer o Vila Nova nos pênaltis por 4 a 2, na grande final.
Dois anos depois, mais uma conquista nacional para o clube: O Campeonato Brasileiro de Futebol Feminino de 2022 - Série A2 , derrotando o Athletico Paranaense, nos pênaltis.
O Ceará tem grande tradição no futsal, onde seu principal título conquistado é a Copa do Brasil de 2021, vencendo na final a equipe do Jaraguá e conquistando junto com o título uma vaga na Supercopa do Brasil, torneio que dá vaga na Copa Libertadores. Outras conquistas do alvinegro incluem a Liga Nordeste de 2019 e um heptacampeonato estadual nas edições de 2003, 2004, 2005, 2019, 2020, 2021 e 2022. O Alvinegro é o 3º clube que mais vezes venceu o campeonato estadual da modalidade, ficando atrás de Sumov e América.

## História
No estado do Ceará, o futebol teve seus primeiros passos dados por marinheiros e funcionários de empresas inglesas instaladas no estado em 1903. Em 1904, José Silveiria, jovem estudante na Suíça, trouxe a primeira bola oficial para o estado. Logo o futebol tornou-se paixão popular; não demorou muito e surgiram inúmeras equipes.
No dia 2 de junho de 1914, caminhando pelo centro de Fortaleza, Luís Esteves Júnior e Pedro Freire conversavam sobre diversos assuntos, principalmente sobre política internacional. Após chutar uma pedra no meio do caminho, começaram a falar sobre futebol, surgindo a ideia de fundar um clube. Ao encontrar colegas no Café Art Nouveau, na Praça do Ferreira, a ideia da dupla foi se concretizando. Ainda no mesmo dia, a turma se reuniu na residência de Luís Esteves. As 22 pessoas (há quem fale em 18 e em 25) escolheram o nome do clube como Rio Branco Football Club, com camisas de cor roxa e calções brancos, semelhantes ao uniforme da atual Fiorentina, da Itália (que seria fundada em 1926 e cujas vestimentas, portanto, não influenciaram as cores do time cearense). Gilberto Gurgel, comerciante da Praça do Ferreira, foi eleito o primeiro presidente e promoveu-se uma coleta entre os associados, visando a arrecadar fundos para comprar uma bola oficial número 5. Foram arrecadados cerca de 22 mil réis, uma quantia razoável e que mostra a boa condição social dos fundadores do clube.
Numa outra reunião, exatamente um ano depois, foi escolhido mudar o nome do time para Ceará Sporting Club e, devido a dificuldade de se obter camisas na cor roxa, mudou-se as cores do uniforme para preto e branco.
Não se sabe bem o porquê da escolha do nome Rio Branco. Provavelmente uma homenagem ao famoso diplomata brasileiro Barão do Rio Branco, falecido em 1912. O nome reflete, contudo, a dureza, as dificuldades da época e as esperanças de um futuro melhor; queria-se um Rio Branco de águas limpas, transparentes para se banhar e aproveitar o vento e o sol. O nome Ceará relaciona-se a um aumento do regionalismo, uma consequente desilusão da Belle Époque, advinda com a Primeira Guerra Mundial. As cores alvinegras evidenciavam igualmente o momento: o branco da paz, a que homens almejavam naquele instante de guerra, mais ainda. Quanto ao preto, há uma significância toda especial: sabe-se que tal cor, por séculos associada ao luto e a morte, foi transformada pela nobreza absolutista da idade moderna e sobretudo pelas elites num tom solene de elegância, gala, luxo, força, poderio e aristocracia. Assim, foram misturados no Ceará, o poder, a nobreza e a ternura.
Apesar de muitos pensarem que o codinome Vovô se deva ao fato de o Ceará ser o mais velho clube do estado, depoimento de Aníbal Câmara Bonfim, um dos fundadores do América Futebol Club, em 1920, diz o real motivo do apelido. Ele contava que os jogadores do América costumavam treinar no campo do Ceará. O presidente do Ceará na época, Meton de Alencar Pinto, passou a tratá-los como "meus netinhos" e se auto-intitulava "Vovô". Em 2009, o personagem ganhou vida. Uma pessoa fantasiada de Vovô passou a estar presente nos jogos em que o mando de campo é do alvinegro.

### Década de 1910: O pentacampeonato cearense

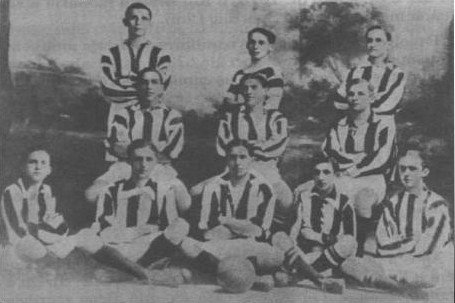
Foto do primeiro time campeão estadual do Ceará, conquistado em 1915, e que daria início ao pentacampeonato cearense.

Depois de fundado em 1914, o Ceará conquista seu primeiro título já no ano seguinte com o cearense de 1915, onde o alvinegro venceu na final a equipe do Stella por 2 a 1. Nos anos seguintes, o time venceu os campeonatos de 1916, desta vez batendo o Maranguape por 2x0 na decisão. O cearense de 1917 outra vez contra o Stella pelo placar de 1x0, e os campeonatos de 1918 e 1919, ambos contra o Fortaleza, vencendo as finais por 2x0 e 2x1, respectivamente, conquistando o pentacampeonato cearense; títulos esses reconhecidos oficialmente em 2008 pelo TJDF/CE.

### Década de 1920: Mais títulos estaduais e o início da rivalidade do Clássico-Rei
Depois de conquistar o pentacampeonato estadual, o Ceará volta a vencer o campeonato cearense em 1922, agora com a organização da Associação Desportiva Cearense, que teve como artilheiro Walter Barroso, meio campista do alvinegro que marcou 14 gols. Na partida decisiva contra o Fortaleza, o Vozão venceu o jogo por 4 a 1. Após sagrar-se campeão, o Ceará foi comemorar no Rotissserie Sportman, mesmo local que havia sido reservado pela diretoria do Fortaleza, caso conquistasse o título. A partir daí surgia a maior rivalidade do futebol cearense.
Em 1925, o Ceará volta a conquistar o campeonato cearense, novamente em cima do Fortaleza, que ficou com o vice-campeonato da competição. O Vozão teve ainda o artilheiro do campeonato mais uma vez. Desta vez o jogador Pau Amarelo, marcou 16 tentos, sendo goleador máximo do certame.

### Décadas de 1930 e 1940: Bicampeonatos e o maior jejum sem títulos
Logo no início da década de 30, o Ceará conquista um bicampeonato cearense em 1931 e 1932. Em 1939, o clube enfrenta o seu maior jejum sem títulos: seis anos. O campeonato desse ano só se encerraria no dia 11 de fevereiro de 1940, com a goleada do Alvinegro de Porangabuçu sobre o Tramways, por 6x2, com Aníbal, Farnum e Biinha marcando dois gols cada. César e Zé Walter descontaram para o adversário.
Na década de 40, novamente o time inicia bem com os títulos de 1941 e 1942. O Vovô voltaria a vencer novamente o campeonato cearense em 1948.

### Década de 1950: O primeiro time cearense a disputar uma competição nacional
O Ceará vence o campeonato de 1951 sobre o time do Ferroviário tendo o jogador Antonino, do alvinegro, terminando como artilheiro da competição com 13 gols. O Vozão conquista o campeonato cearense de 1957 contra o Usina Ceará, numa final em três partidas. Em 1958, veio o bicampeonato consecutivo contra o Fortaleza, título esse que valeu a classificação para o Campeonato Brasileiro de 1959.
No Campeonato Brasileiro de 1959, o Ceará estreou no grupo nordeste contra o time do ABC de Natal. Nas duas primeiras partidas, acabaram empatadas. No jogo de ida em Natal o placar foi 1x1. Jorginho marcou para os donos da casa e Claudinho empatou para o Vozão. Na segunda partida, empate sem gols no Estádio Presidente Vargas. A decisão da vaga foi para uma terceira partida, também no PV. Para esse jogo, o time do Ceará foi a campo com: Harry Carrey; William e Alexandre; Claudio, Claudinho e Carneiro; Neném, Zeca (Carlito), Doca, Valter Vieira e Gilberto. Desta vez, vitória do Ceará por 2 a 1, gols de Claudinho e Doca. Para a final do zonal Nordeste, o Ceará enfrentou o Bahia e empatou por 0 x 0 no Estádio Presidente Vargas. Na volta, novo empate no Estádio da Fonte Nova, 2 x 2 e a decisão foi para uma terceira partida, novamente em Salvador. No tempo normal, empate por 1 x 1. A partida foi para a prorrogação, onde o Bahia venceu por 2 a 1 e rumou para a disputa do título.

### Década de 1960: A conquista do Tricampeonato cearense, terceiro lugar na Taça Brasil e o título do Torneio Norte-Nordeste
Nos início dos anos 60, veio a conquista do tricampeonato cearense. O esquadrão preto e branco tinha nomes inesquecíveis, que levaram o clube às vitórias: George, William, Alexandre, Benício, Mauro Calixto, Ivan Carioca, Gildo, Charuto, Carlito, Carneiro e Aloísio Linhares, dentre outros, conduziram o Vozão ao tricampeonato cearense em 1961, 1962 e 1963. Nos títulos de 1961 e 1962, o Ceará foi liderado pelo técnico húngaro Janos Tratay, que fez história no alvinegro com os dois títulos estaduais e 158 partidas no total.

Foto do Jornal Correio do Ceará destacando a vitória do alvinegro em cima do Náutico e a conquista de 1964.

 Em 1964, o Ceará sagrou-se campeão do Zonal da Taça Norte-Nordeste de 1964 ao vencer o Náutico na final, por 4 a 0. A conquista deu o direito do Ceará se classificar para as fases finais da Taça Brasil de 1964, principal competição nacional da época, na qual o Ceará terminou em 3º lugar, sendo eliminado pelo Flamengo nas semifinais.

Matéria do Jornal O Povo em 1969.

 No final da década, o Alvinegro conquista seu primeiro título de expressão, o Torneio Norte-Nordeste de 1969. Pelo quadrangular final do grupo do Nordeste, o Vovô terminou a frente de Galícia, CSA e Sport, que deu o direito de disputar o título na decisão contra o bom time do Remo, que venceu o grupo do Norte. Na primeira partida da final, vitória do Remo por 2 a 1. No jogo da volta, o Ceará venceu por 3 a 2, forçando uma terceira partida. Na finalíssima, vitória do Ceará por 3 a 0, confirmando o título inédito de Campeão do Norte-Nordeste do Brasil de 1969. Foram 18 jogos; 11 vitórias, 6 empates e apenas 1 derrota. 33 gols marcados e 13 gols sofridos.

### Década de 1970: Maior vencedor da década, com o tetracampeonato estadual e o jogo mil de Pelé pelo Santos

Da Costa, um dos grandes atacantes do Ceará na década de 70.

Logo no início dos anos 70, o Ceará obtém um bicampeonato cearense em 1971 e 1972, fazendo também o artilheiro em ambas edições com Victor (26 gols) e Da Costa (18 gols), respectivamente.
Em 1972, o Santos esteve em Fortaleza para jogar contra o Ceará levando sua maior estrela e melhor jogador de todos os tempos, Pelé, para jogar sua milésima partida pelo clube. No confronto de alvinegros, quem se deu bem foi o Vovô, que bateu o Santos por 2 a 1 de virada. O Ceará saiu perdendo no primeiro tempo com um gol de Pelé, o 1.015 de sua carreira, mas os cearenses voltaram a campo dispostos a virar o placar e, aos 17 minutos da etapa complementar, Samuel empatou. Treze minutos depois, Da Costa fez de cabeça o gol da virada do Vovô.
"Já estava no finalzinho do jogo, o placar era 1 a 1 porque o Samuel tinha empatado para nós no começo do segundo tempo", contou Da Costa, autor do gol da vitória alvinegra. "A jogada foi assim: Samuel ou Edmar, não lembro direito, meteu uma bola para o Jorge Costa na ponta direita. O Jorge ganhou na carreira do Rildo (lateral esquerdo do Santos), foi à linha de fundo e cruzou. Eu ameacei ir para a marca do pênalti e voltei… O Carlos Alberto subiu, mas eu subi na frente dele e cabeceei, a bola bateu no pau da trave e entrou lá no cantinho. É um gol que guardo comigo até hoje." Da Costa conta ainda de uma curiosa aposta feita por Paulino Rocha na época. "Eu vou revelar coisa que pouca gente sabe. O Paulino Rocha desceu lá nos vestiários durante o intervalo e me disse: 'Da Costa, eu apostei com o Rolim (torcedor rival), e, se você fizer o gol da vitória, eu lhe dou o dinheiro todinho da aposta.' Pois ele me deu tudo… eram 3 mil cruzeiros, era muito dinheiro na época."
A partida, realizada em 3 de novembro, foi presenciada por um grande número de torcedores, que abarrotaram as arquibancadas do Presidente Vargas, cerca de 35.752 pagantes. Ceará: Hélio, Paulo Tavares, Odélio, Mauro Calixto, Dimas, Edmar, Joãozinho, Nado, Jorge Costa, Samuel e Da Costa. Santos: Joel Mendes, Turcão, Paulo, Altivo, Murias (Vicente), Léo, Pitico, Roberto Carlos, Afonsinho (Edu), Pelé e Ferreira.

Time do Ceará, tetracampeão cearense em 1978.

 O Ceará volta a vencer o campeonato cearense em 1975, o primeiro dos quatro títulos consecutivos sobre o maior rival. Na sequência veio a conquista dos campeonatos de 1976, 1977 e 1978, onde neste último, o título histórico aconteceu no dia 28 de dezembro, com uma vitória por 1 a 0, gol de Tiquinho, diante de 47.340 torcedores, confirmando tetracampeonato cearense.
Pelo Campeonato Brasileiro, o Vovô esteve em todas as edições do Brasileirão na década, tendo como melhor colocação o 13° lugar em 1972.

### Década de 1980: Conquista de cinco estaduais e boa campanha no Brasileiro de 1985
A década começa com um bicampeonato cearense em 1980 e 1981 sobre o Ferroviário. Depois de ficar fora das finais de 1983, o Ceará volta a ganhar o estadual em 1984. Nos anos 80 ainda venceria os campeonatos cearenses de 1986 e 1989.
Já no Campeonato Brasileiro, a equipe do Ceará disputou a Série B pela primeira vez em 1981. Jogou a segundona ainda em 1983, 1984, 1988 e 1989.
Após retornar à Serie A em 1983, foi em 1985, que o Alvinegro de Porangabuçu fez a sua melhor campanha na década com um ótimo 7° lugar.

### Década de 1990: O vice-campeonato da Copa do Brasil, a participação na Copa Conmebol de 1995 e o segundo tetracampeonato estadual
A década de 90 marcou a história do Ceará. Foram sete títulos estaduais, sendo um tetracampeonato, além de um sucesso na arquibancada. O alvinegro liderou todo tipo de estatística de público no estado, de 1991 a 1999, a torcida alvinegra ficou em primeiro lugar, em média de público, de 1991 a 1996, seis anos seguidos, onde nenhum outro clube conseguiu tal marca no estado.
Na disputa da Copa do Brasil de 1994, o Ceará começou eliminando o Campinense, e em seguida desclassificou o então bicampeão brasileiro Palmeiras (time de Edmundo, Evair, César Sampaio, Mazinho, entre outros). Na sequência, o alvinegro despachou o Internacional, depois o já extinto Linhares EC, do Espírito Santo, nas semifinais, e chegou, pela primeira vez, à final de uma Copa do Brasil, disputando o título contra o Grêmio.
O primeiro jogo no estádio Castelão foi 0 a 0, com recorde de público. No jogo da volta, a equipe acabou perdendo por 1 a 0 para o Grêmio de Carlos Miguel e Nildo, e com Luiz Felipe Scolari como treinador, no Estádio Olímpico. O alvinegro foi prejudicado por um erro do árbitro Oscar Roberto Godói, um pênalti não validado e uma expulsão controversa por reclamação pela marcação da referida penalidade pelo jogador Sérgio Alves. Em caso de conversão desse pênalti (aos 30 minutos da etapa final), o time cearense jogaria pelo empate durante os quinze últimos minutos. Mesmo com o gosto amargo da derrota e do sentimento de injustiça, o vice-campeonato de 1994 deu ao Ceará o direito de disputar sua primeira competição internacional: a Copa Conmebol de 1995.
O Ceará foi primeiro time do estado a participar de uma competição internacional, a Copa Conmebol, representada pelas equipes que não conseguiram vaga para a Copa Libertadores da América. Apesar de ser eliminado na primeira fase, o alvinegro saiu invicto da competição. O adversário nas oitavas de final foi o Corinthians. No jogo de ida, empate em 1 a 1. No jogo da volta, mais um empate, dessa vez em 2 a 2. A decisão foi decidida nos pênaltis e a equipe paulista levou a melhor vencendo por 7 a 6.
No período de 1996 a 1999 o Ceará conquistou outro tetracampeonato estadual. Em 1996, o alvinegro cearense conquistou o título após ganhar a final contra o Ferroviário por 2 a 1. O gol do título só foi marcado aos 44 minutos do segundo tempo, quando o chute de Jaime foi desviado por Betinho para dentro do gol. Em 1997 o Ceará conquistou novamente o campeonato ao bater o Fortaleza na final. O jogo só foi decidido na prorrogação, após empate em 2 a 2 no tempo regulamentar. Aos 13 minutos do primeiro tempo da prorrogação, após a cobrança de um escanteio, Mário César, de cabeça, fez o gol do título para o Ceará.
Em 1998, o Ceará decidiu o título contra o Ferroviário, perdendo o segundo jogo por 2 a 1 e vencendo na prorrogação por 1 a 0. O ano de 1999 foi marcado pela segunda conquista de um tetracampeonato na história do clube. Na final, em 21 de julho, o adversário foi o novato Juazeiro-CE. O placar de 0 a 0 garantiu a conquista.

### Década de 2000: Tempos difíceis e o tão sonhado retorno a Série A do Campeonato Brasileiro
Em 2000, perde o título que seria seu pentacampeonato para o seu maior rival, se reestrutura e volta a conquistar estadual no ano de 2002. Passa três anos sem títulos no cearense, voltando a conquistar em 2006, com duas finais "eletrizantes" contra o Fortaleza.
Apesar da situação financeira difícil dos anos 2000, o Ceará teve um dos melhores trios de ataque da sua história. Mota, Iarley e Sérgio Alves protagonizaram muitos gols e assistências para o time alvinegro, que ainda tinha bons jogadores como França, Vágner Mancini, Jairo Lenzi, etc. No ano de 2001, no Campeonato Brasileiro Série B, Sérgio Alves foi o artilheiro do Vovô com 21 gols marcados e o maior artilheiro do futebol brasileiro com 54 gols na temporada.
Em 2008, com o clube numa situação delicada financeira e estrutural, Evandro Leitão assume o Ceará, começando uma reconstrução do clube com o apoio massivo do seu torcedor. Em 2009, após um começo de ano difícil no estadual e na Série B, o Vovô deu a volta por cima e com uma campanha de “arrancada”, terminou a competição em 3º lugar e conseguiu o tão sonhado acesso a Série A do Campeonato Brasileiro. Com uma campanha memorável, foram 19 vitórias, 11 empates e apenas 8 derrotas, voltando à elite depois de dezesseis longos anos sem poder disputá-la, levando 429.722 pagantes para o estádio nos 19 jogos realizados em casa, obtendo assim a segunda melhor média de público (22.617 pagantes por jogo) daquele ano e, ainda, a segunda melhor arrecadação do ano, 5.7 milhões de reais.
O "jogo do acesso" foi contra a Ponte Preta, pela 37ª rodada da Série B, no estádio Moisés Lucarelli. O Ceará venceu por 2 a 1, com gols de Renan (contra) e Fabrício. Após a partida, muita festa em Campinas (SP) e na volta para Fortaleza, a torcida alvinegra preparou uma festa que parou a cidade.

### Década de 2010: Participacão na Sul-Americana, tetracampeonato em 2014 e a primeira conquista da Copa do Nordeste

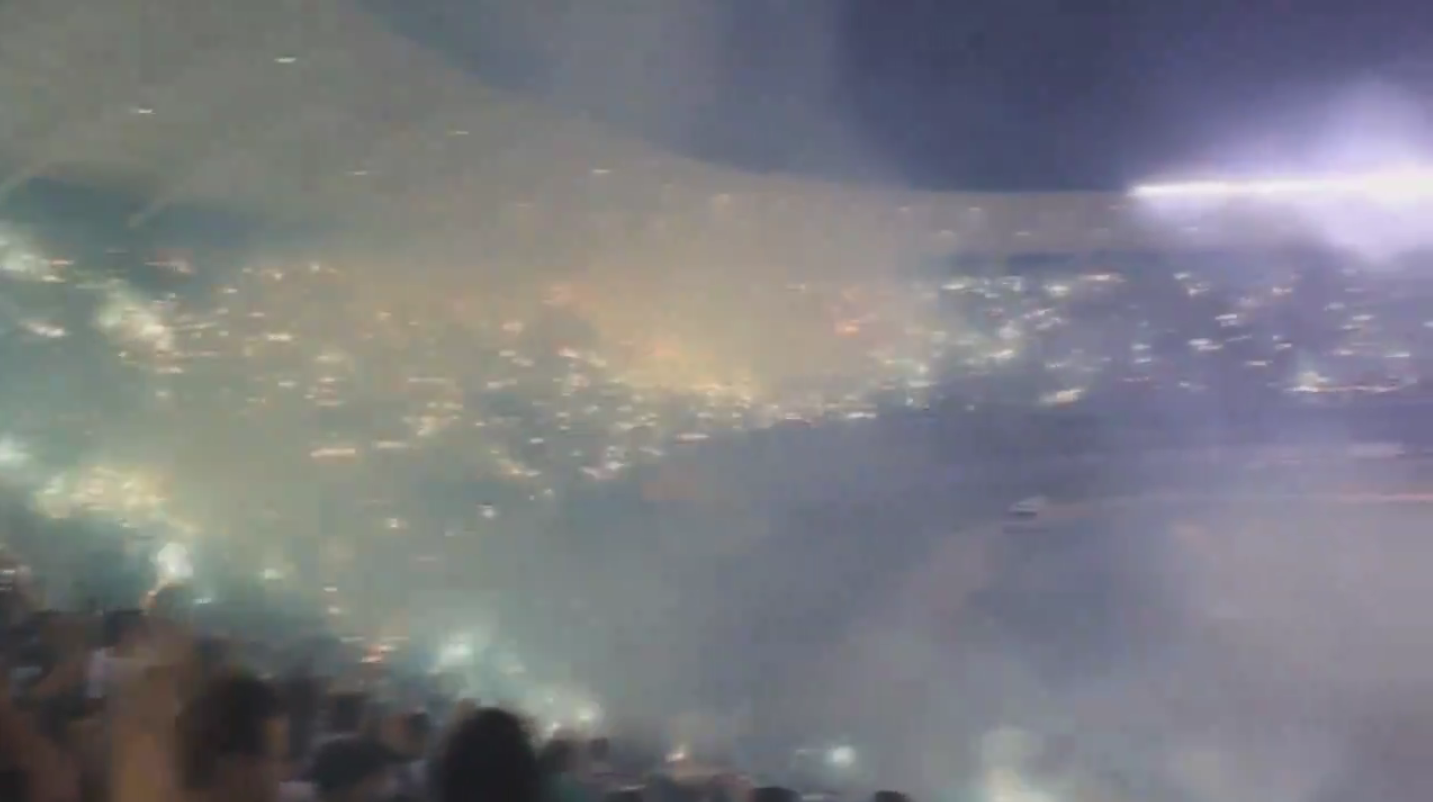
Ceará 0x0 Corinthians - Série A 2010 - Festa de sinalizadores da torcida do Ceará

Em 2010, o Ceará perde o campeonato estadual nos pênaltis para o seu maior rival, Fortaleza. No entanto, em seu retorno a Série A, o Vovô surpreendeu a todos no início do Brasileirão 2010. Durante o campeonato, o Ceará ficou 11 rodadas no G4, sendo 4 delas na vice-liderança. O alvinegro cearense terminou a competição na 12º colocação conseguindo vaga para a sua segunda participação em competições internacionais, a Copa Sul-Americana 2011.

### Recorde nacional com o goleiro Diego
Em 2010, o goleiro alvinegro, Diego, entrou para a história do futebol brasileiro ao ficar mais minutos sem sofrer gols na Série A. Foram 608 minutos, superando o ex-goleiro Washington, do Palmeiras, que ficou 533 em 1986. Diego não foi vazado contra Vitória, Goiás, Cruzeiro, Avaí, Atlético Mineiro e Corinthians, só voltando a sofrer um gol diante do Internacional, aos 16 minutos do 1º tempo.

### A saga do terceiro tetra da história e o ano centenário de 2014
Em 2011, o Vovô alcançou seu 40º título do Campeonato Cearense, tendo um público 59% maior que o do rival, mesmo jogando alguns jogos em Horizonte, na melhor campanha já registrada por um clube cearense. O alvinegro cearense fez 65 pontos e perdeu apenas 3 partidas, nos 26 jogos que realizou. Venceu os dois turnos sem deixar dúvidas de que era o grande favorito ao título.
O Vozão também fez uma campanha de destaque na Copa do Brasil de 2011, chegando às semifinais da competição.
O Ceará foi rebaixado no Brasileirão após uma derrota para o Bahia na 38ª rodada. Na Sul-Americana de 2011, apesar da vitória inicial contra o São Paulo, o Ceará foi eliminado no jogo de volta, ao perder por 3 a 0 no Morumbi.
Em 2012, o Vozão liderou o Campeonato Cearense com melhor ataque, defesa e média de público, consagrando-se bicampeão ao empatar nas finais com o Fortaleza. Na Série B, ficou em 11º lugar.
Em 2013, conquistou o tricampeonato estadual ao empatar em 1 a 1 com o Guarany de Sobral.
No centenário em 2014, o Ceará se reforçou bem para a temporada com a contratação dos jogadores: Assisinho, Luís Carlos, Bill, Souza e trouxe de volta o zagueiro Anderson.
O 1º jogo do Ceará, foi contra o Barbalha, valendo o primeiro título da Copa dos Campeões Cearenses, onde o Ceará venceu por 2x0 com gols de Magno Alves e Anderson. O Ceará ainda foi vice na Copa do Nordeste e tetra no Campeonato Cearense., mas não conseguiu o tão sonhado retorno a elite do futebol brasileiro.
Em 2015, venceu sua primeira Copa do Nordeste de forma invicta. Em 2016, iniciou a temporada sendo campeão da Taça Asa Branca, no entanto, não obteve sucesso no estadual e também não conseguiu o retorno à Série A.
Em 2017, o ano foi inesquecível para os alvinegros, o time foi campeão estadual e garantiu o acesso à Série A.
Em 2018, bicampeão cearense. No Brasileirão, após um início ruim e amargando a lanterna, o Vovô decide apostar no retorno do técnico Lisca para tentar uma reabilitação no campeonato. Com uma belíssima campanha após chegada do treinador, o Ceará cresceu de rendimento e o que parecia impossível, se tornou possível quando a equipe alvinegra confirmou sua permanência na elite com uma rodada de antecedência, na 37ª rodada, eliminando qualquer possibilidade de rebaixamento e finalizando o campeonato em 15º lugar.

### Década de 2020: O Ceará de Elite, o surgimento de novas conquistas e a triste volta para a Série B
Em 2020, apesar da pandemia, o Ceará teve uma sólida campanha na Série A do Brasileirão, terminando em 11º lugar com 52 pontos e garantindo vaga na Copa CONMEBOL Sudamericana. Destaque para Vina, maior artilheiro do clube no Brasileirão até 2021. No mesmo ano, conquistaram o bicampeonato invicto da Copa do Nordeste, liderados por Vina, Rafael Sobis e Fernando Prass.
Na temporada seguinte, em 2021, o Ceará mais uma vez chegou à final da Copa do Nordeste, a 4ª final da história do alvinegro. Dessa vez, o Vovô acabou ficando com o vice-campeonato diante do Bahia.
Mesmo com dificuldades para vencer fora de seus domínios, o Ceará fez uma campanha regular no Brasileirão de 2021, conquistando mais uma vez uma vaga na Copa Sul-Americana no ano seguinte.
O ano de 2022 do Ceará ficou marcado pelo seu rebaixamento no Campeonato Brasileiro. Com uma campanha 
irregular durante a competição, o Vovô sofreu mais um rebaixamento para Série B, interrompendo uma sequência de 5 anos consecutivos na Elite do futebol brasileiro.
Em 2023, o Vozão foi tricampeão do Nordeste, vencendo o Sport nos pênaltis, após eliminar o seu maior rival, Fortaleza, nas semifinais. O Ceará é também o time com mais finais na Copa do Nordeste desde que a competição retornou em 2013, com 5 finais e 3 títulos.
No ano seguinte, terminou a Série B na quarta colocação, conquistando o acesso de volta à elite nacional.

### A invasão alvinegra na Argentina e a virada histórica em La Paz
Em 2021 e 2022, o Vovô disputou a Copa CONMEBOL Sudamericana, e na sua última participação, chegou às quartas de final, melhor campanha do clube em uma competição internacional até o momento.
Em 2022, o Ceará fez a melhor campanha de um clube brasileiro na fase de grupos do atual formato da Copa CONMEBOL Sudamericana, com 100% de aproveitamento. Foram 6 jogos, 6 vitórias, 17 gols marcados e apenas 1 gol sofrido.
No formato de 2022, apenas o 1º colocado do grupo classificava-se para as oitavas de final da competição. O grupo do Vovô tinha Deportivo La Guaira da Venezuela, General Caballero JLM do Paraguai e o Independiente da Argentina. Por ser o maior campeão da Copa Libertadores da América, com 7 títulos conquistados e 2 títulos de Copa CONMEBOL Sudamericana, o Independiente era o favorito do grupo, no entanto, durante a competição, o Ceará mostrou sua força e se classificou dentro do Estádio Libertadores de América com uma vitória por 2 a 0. A torcida alvinegra invadiu Avellaneda, colocando mais de 2 mil pessoas no estádio do Independiente.
Ainda em 2022, o Ceará tinha pela frente o The Strongest da Bolívia, pelas oitavas de final da Copa CONMEBOL Sudamericana. O jogo de ida foi no Estádio Hernando Silles, em La Paz, com mais de 3.640 metros de altitude.
O último time brasileiro que tinha conseguido vencer na altitude de La Paz foi o Atlético Mineiro, em 2013, pela Copa Libertadores da América. O Ceará quebrou o tabu de quase uma década, com uma vitória histórica e de virada, por 2 a 1.. No jogo da volta, o Vozão não tomou conhecimento do time boliviano e aplicou uma vitória por 3 a 0, com direito a mosaico e festa da sua torcida.

## Estrutura

### Estádios

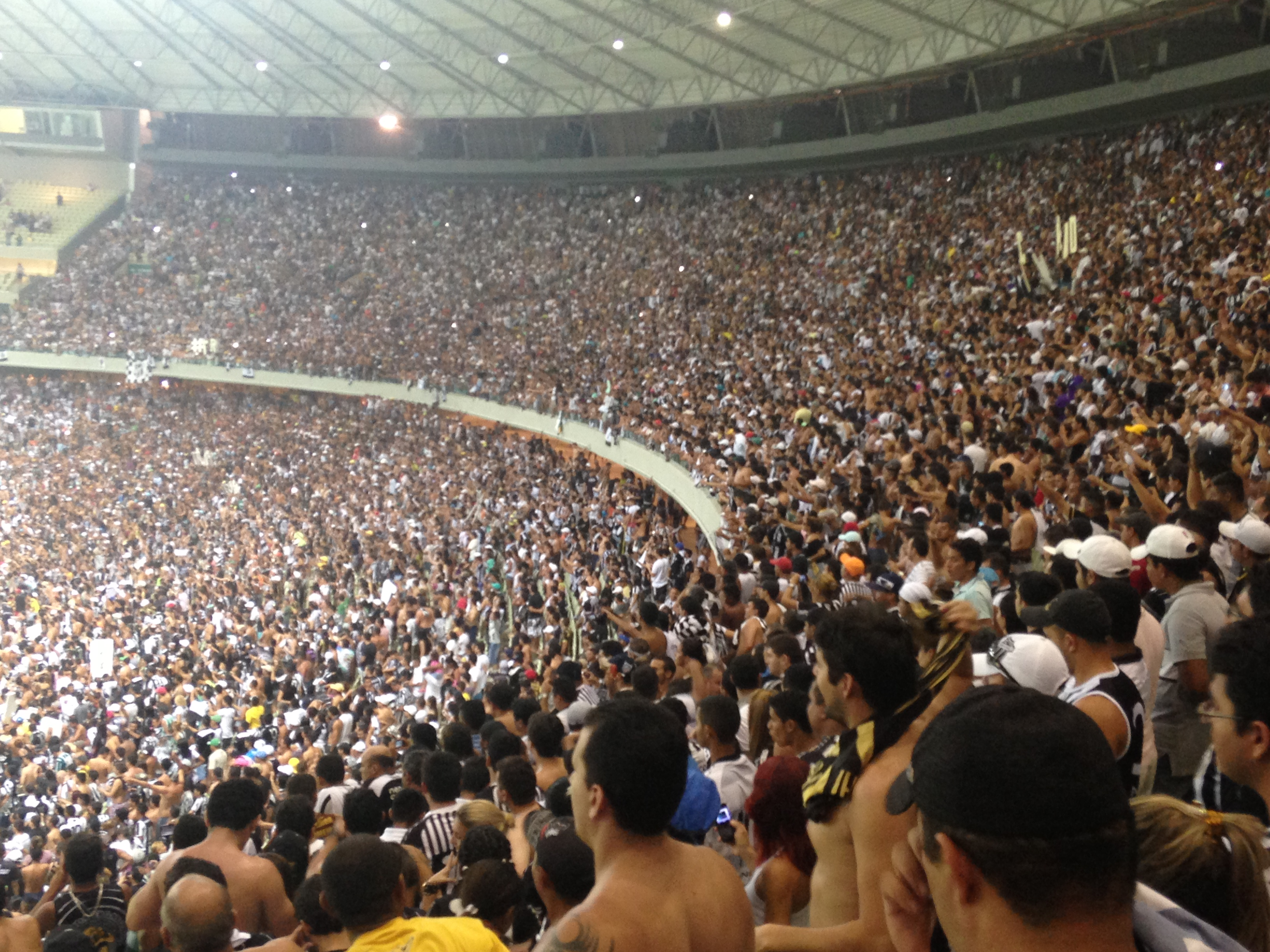
Torcida no Castelão durante a final do Campeonato Cearense de 2013

| Nome              | Localização         | Anos de Uso                                   |
| ----------------- | ------------------- | --------------------------------------------- |
| Vovozão           | Fortaleza           | 1968–presente (Treinos e sede do clube)       |
| Presidente Vargas | Benfica, Fortaleza  | 1942–presente (Jogos de médio e grande porte) |
| Castelão          | Castelão, Fortaleza | 1973–presente (Grandes jogos)                 |

#### Estádio Carlos de Alencar Pinto
O Estádio Carlos de Alencar Pinto, mais conhecido com Vovozão, é o estádio oficial e a sede oficial do clube do Ceará. O estádio possui capacidade para 3 000 pessoas e só é utilizado em treinos e pelas seleções de base. Já foi apresentado um projeto de ampliação do estádio, que poderia abrigar 30 000 espectadores, podendo abrigar jogos oficiais. O custo da reforma foi previsto para 15 milhões de reais. No entanto, o Ceará não manda os seus jogos no Vovozão, e sim no Castelão, no qual tem contrato de exclusividade, ou no estádio Presidente Vargas, em casos em que o Castelão estiver em manutenção ou estiver apresentando outros serviços.

### Cidade do Vozão/CT Luís Campos

Imagem aérea do CT Luís Campos, a Cidade Vozão.

O Ceará adquiriu o Centro de Treinamento do Nordeste (CETEN), em 2013, como forma de presentear a torcida pelos 99 anos do clube. O contrato foi fechado por R$ 6 milhões de reais. Com as correções de 2014 até 2019, o valor atualizado do total quitado foi de R$ 8.394.874,50.
O CT, localizado na cidade de Itaitinga, foi eleito o melhor do Nordeste. Chamado pela torcida de Cidade Vozão, conta com uma área total de 80.000 m² e atualmente aloca os atletas das categorias de base do clube.

### Ginásio Vozão
Em 2015, o Ceará inaugurou o seu ginásio poliesportivo, denominado de "Ginásio Vozão", com o objetivo de resgatar a categoria profissional de futsal, além da possibilidade de realizar outros esportes de quadra e eventos internos do clube.
O ginásio tem capacidade para 1.500 pessoas e atualmente comporta os treinos e jogos das categorias de base e futsal adulto do alvinegro. O ginásio ainda possui oito camarotes e já sediou competições como campeonato cearense de diversas categorias e a Taça Brasil de futsal Sub-20 em 2019.

## Símbolos

### Escudos

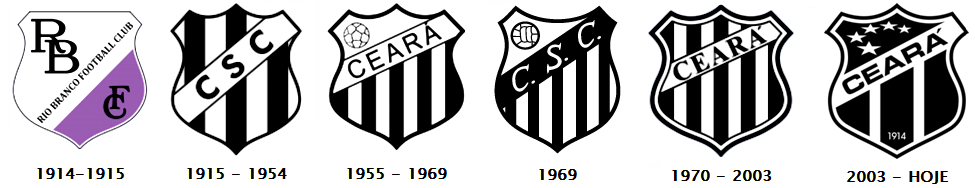
Evolução dos escudos do Ceará Sporting Club

O Ceará possui cinco escudos que foram utilizados em momentos distintos:
- O primeiro escudo oficial (1914 – 1915), ainda como Rio Branco Foot-Ball Club, mudaria suas cores pela dificuldade de se obter uniformes com as cores do símbolo, roxo e branco.
- O segundo escudo (1915 – 1954) continha sete listras alternadas em branco e preto, além de trazer as iniciais CSC.
- O terceiro (1955 – 1969) era inspirado no escudo do Santos, de São Paulo, e continha uma bola na parte superior, para simbolizar o futebol, o nome "Ceará", além de nove listras alternadas em branco e preto.
- O quarto (1973 – 2003) trazia em destaque o nome do clube, além de nove listras alternadas em preto e branco.
- O quinto escudo (2003 – atual) é fruto de um trabalho de re-estilização do símbolo anterior, feito pelo publicitário Orlando Mota, da Mota Comunicação. Traz o ano de fundação do clube (1914), além das cinco estrelas na parte superior do símbolo, representando o pentacampeonato estadual (1915 – 1919). Traz o preto como tom principal, mas não deixa de lado o branco, simbolizado pelas listras.[73]

## Torcida

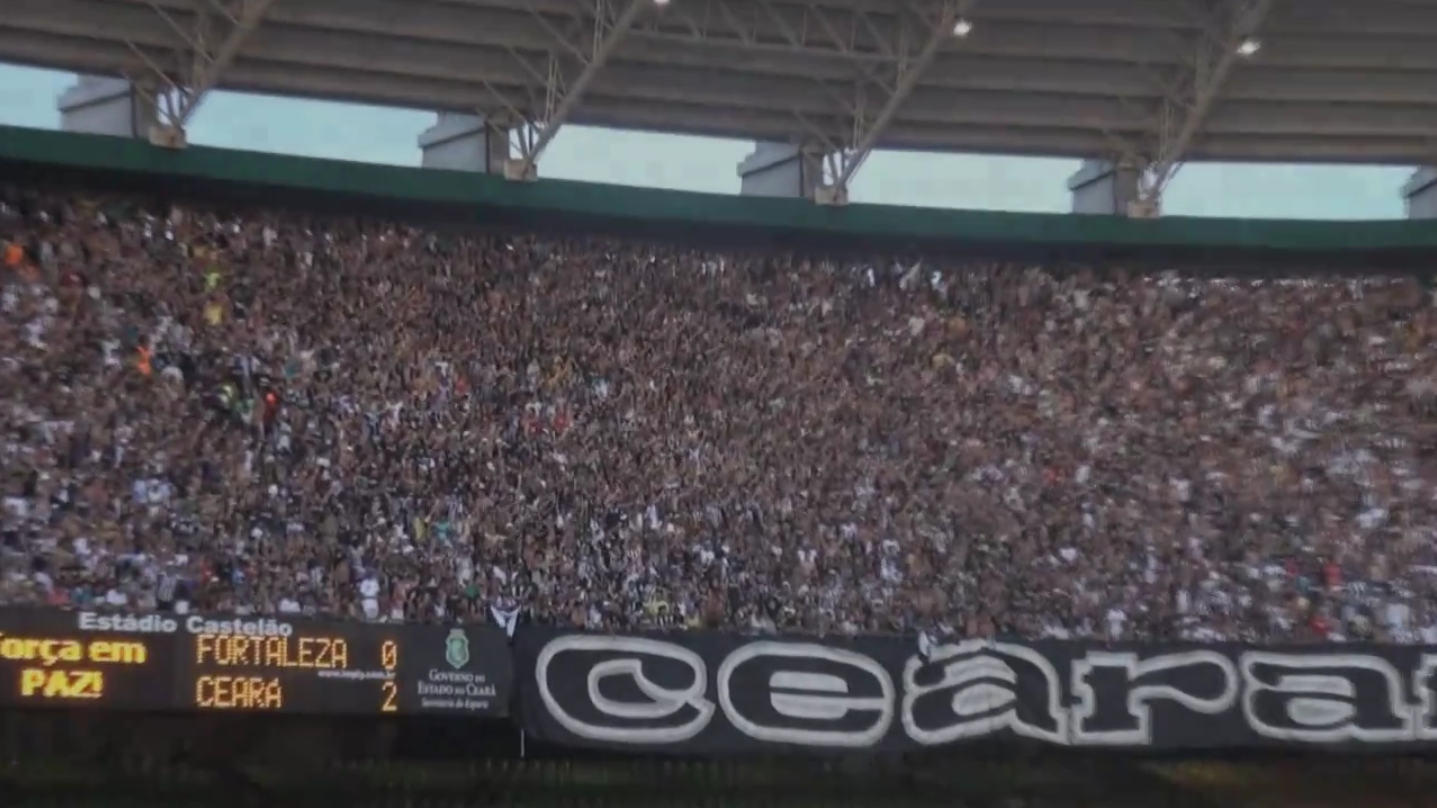
Torcida alvinegra lotando o Estádio Governador Plácido Castelo (Castelão)

Diversas pesquisas, tanto nacional como regional, indicam o Ceará como a maior torcida do estado e da capital do Ceará, com cerca de 2,2 milhões de torcedores em todo o Brasil, tendo assim uma das mais consideráveis torcidas do Nordeste (ao lado de Fortaleza, Náutico, Bahia, Sport, Vitória e Santa Cruz) e do Brasil. O Alvinegro de Porangabuçu aparece em 16º colocado no ranking nacional de torcidas pelo Brasil, enquanto o seu rival Fortaleza, aparece logo abaixo, segundo levantamento feito pela AtlasIntel em junho de 2025. O clube é tradicionalmente ligado às massas populares, razão pela qual é chamado de "O Mais Querido" e "Time do Povo".
Em 2012, uma pesquisa realizada pelo instituto IBOPE e divulgada no dia 1° de setembro de 2012 demonstrou que o Ceará possui a maior torcida na Capital do Estado, com 28% do total de torcedores, o Fortaleza vem em segundo com 23% e o Ferroviário aparece em seguida com 1% dos torcedores.
Também em 2012, no dia 8 de setembro de 2012, em mais uma pesquisa realizada pelo instituto Datafolha, em parceria com o jornal O Povo, foi revelado que o Ceará possui a maioria entre os fortalezenses. Com 28% dos entrevistados, o Ceará aparece como o time de maior público na capital. O Fortaleza vem em segundo lugar, com 21%. Equipes locais aparecem à frente de clubes do sudeste, Corinthians (8%) e Flamengo (7%).
Em 2016, em nova pesquisa realizada na capital cearense pelo instituto Datafolha, em parceria com o jornal O Povo, registrada no Tribunal Regional Eleitoral (TRE-CE) – Nº CE-02799/2016, constatou-se que a diferença da torcida do Ceará para a torcida do Fortaleza caiu em relação aos dados levantados em 2012. De acordo com números apresentados pela nova pesquisa, o Vovô tem 26% da preferência dos entrevistados, enquanto o rival tricolor tem 25%, havendo empate técnico, tendo em vista a margem de erro de três pontos percentuais para mais ou para menos. Ainda segundo o Datafolha, entre os homens, 31% escolheu o Vovô e 26% o Leão do Pici.
Em diversas pesquisas e levantamentos, o Alvinegro de Porangabuçu foi considerado o detentor da maior torcida do estado, sendo a terceira maior do Nordeste, segundo a Pluri, o IBOPE, o Datafolha, a Ipsos Marplan, o Lance! e Ibope. A última pesquisa relevante foi em outubro de 2024 feita pelo Instituto Datafolha, instituto esse que faz o levantamento de torcidas a cada quatro anos na nossa capital e, mais uma vez, o Alvinegro levou a melhor, assim como em 2020, 2016 e 2012.  Outra pesquisa, ainda mais recente, foi realizada pelo Instituto Opnus, encomendada pelo Sistema Verdes Mares em março de 2025 e, entre os clubes cearenses, o Alvinegro também levou a melhor. 
As principais torcidas organizadas do Alvinegro são: Torcida Organizada Cearamor, Movimento Organizado Força Independente (MOFI), Torcida Ceará Chopp, Cangaceiros Alvinegros, Setor Alvinegro, Ceará Gospel, Ceará Cana e Torcida Fúria Jovem do Ceará.
- De acordo com a FCF, o Ceará foi o clube que mais levou torcedores ao estádio em 2009, 2010 e 2011 pelo Campeonato Cearense.[88]
- De acordo com a CBF, foi o clube do estado que mais levou torcedores ao estádio no Campeonato Brasileiro de 2006, 2007, 2008, 2009, 2010 e 2011. Em 2009, na Série B, o Vovô ficou com a 6ª maior média de público do Brasil, enquanto seu arquirrival ficou com a 22ª melhor média. Já em 2010, ficou com a 2ª maior média de público do Brasileirão (Série A).[89][89]
- Em julho de 2002, o Datafolha fez nova pesquisa e estimou cerca de 1,5 milhão de simpatizantes do Ceará em todo o Brasil, o que colocava o clube como 15º do Brasil, segundo do Nordeste (perdendo somente para o Bahia) e primeiro em seu estado. Em 2022 e 2023, o GE, em uma nova pesquisa, colocou o Ceará como segundo no estado e quarto no Nordeste.[90]
- A Pesquisa Datafolha/O POVO, feita apenas no estado do Ceará, em setembro de 2010, reforçou que o Ceará é o clube cearense com a maior torcida: 13% dos entrevistados se declararam alvinegros, contra 8% do rival; o Flamengo apareceu com 19% e o Corinthians teve 10%. Na região metropolitana de Fortaleza, o Ceará é o clube com a maior torcida: 26% dos entrevistados se declararam alvinegros, contra 17% do rival.[91]
- Em 2009, durante a Série B, o Vozão levou 429 722 pagantes para o estádio nos 19 jogos, obtendo, assim, a segunda melhor média de público (22 617 pagantes por jogo) daquele ano e, ainda, a segunda melhor arrecadação do ano, com R$ 5,7 milhões.[47]
- O Ceará conseguiu a 2ª melhor média de público da Série A 2010, com 23 467 pagantes por jogo. O time recebeu, em casa, 445 869 pagantes nos 19 jogos. O Vozão conseguiu o 4º, 5º e 6º maiores públicos do Brasileirão 2010. Além de conseguir, pela primeira vez na história do futebol cearense, rendas superiores a R$ 1 milhão em uma única partida. No total, o Ceará arrecadou R$ 7,43 milhões no Campeonato Brasileiro de 2010. Nenhum outro time cearense conseguiu arrecadar tanto em uma competição.
- Em seu programa de torcedores oficiais, a marca VOZÃO, ocupa atualmente a décima terceira posição em número de sócios-torcedores entre clubes de futebol de todo o Brasil, com mais de 43 mil torcedores oficiais adimplentes cadastrados até o fim de julho de 2025.[92][93]
- O Ceará levou a melhor média de público da Copa do Nordeste nas edições de 2013 (23.541), 2014 (20.283) e 2015 (24.282).
- Levou cerca de 1 200 000 de pagantes aos estádios em 2009 e 2010.

### Os 10 maiores públicos

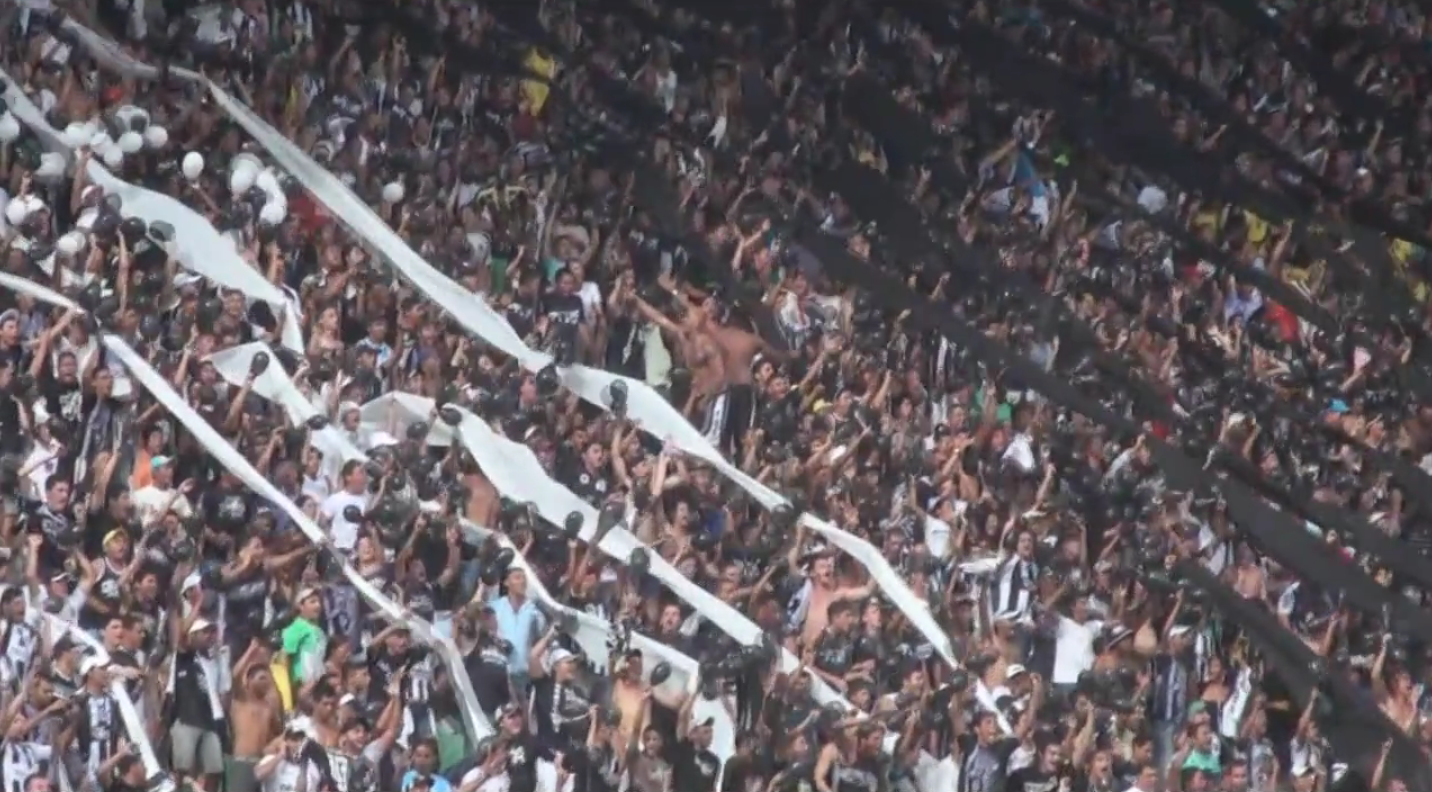
Torcida Cearamor no Estádio Castelão na capital cearense

## Estatísticas

### Participações
|  | Participações em 2025 |

| Competição    | Competição            | Temporadas              | Melhor campanha             | Estreia | Última | A | R |
| Ceará         | Campeonato Cearense   | 108                     | Campeão (47 vezes)          | 1915    | 2025   |   | – |
|               | Copa do Nordeste      | 20                      | Campeão (2015, 2020 e 2023) | 1997    | 2025   |   |   |
| Brasil        | Campeonato Brasileiro | 27                      | 3º colocado (1964)          | 1959    | 2025   |   | 3 |
| Brasil        | Série B               | 31                      | 3º colocado (2009 e 2017)   | 1981    | 2024   | 4 | – |
| Brasil        | Copa do Brasil        | 28                      | Vice-campeão (1994)         | 1990    | 2025   |   |   |
|               | Copa Sul-Americana    | 3                       | Quartas de Final (2022)     | 2011    | 2022   |   |   |
| Copa Conmebol | 1                     | Oitavas de final (1995) | 1995                        | 1995    |        |   |   |

### Os 10 maiores públicos[nota 1]
|    | Público Pagante | Mandante | Placar | Visitante        | Estádio  | Competição            |
| -- | --------------- | -------- | ------ | ---------------- | -------- | --------------------- |
| 1  | 63.908          | Ceará    | 1 x 0  | América Mineiro  | Castelão | Série B 2024          |
| 2  | 63.399          | Ceará    | 2 x 1  | Bahia            | Castelão | Copa do Nordeste 2015 |
| 3  | 60.068          | Ceará    | 1 x 1  | Sport            | Castelão | Copa do Nordeste 2014 |
| 4  | 59.838          | Ceará    | 2 x 1  | Sport            | Castelão | Copa do Nordeste 2023 |
| 5  | 57.752          | Ceará    | 1 x 1  | Flamengo         | Castelão | Série A 2025          |
| 6  | 57.223          | Ceará    | 0 x 0  | Vasco da Gama    | Castelão | Série A 2018          |
| 7  | 56.005          | Ceará    | 1 x 0  | ABC              | Castelão | Série B 2017          |
| 8  | 55.445          | Ceará    | 0 x 0  | Vasco da Gama    | Castelão | Série B 2016          |
| 9  | 55.227          | Ceará    | 2 x 5  | Palmeiras        | Castelão | Copa do Brasil 1997   |
| 10 | 55.000          | Ceará    | 1 x 1  | Flamengo         | Castelão | Copa do Brasil 2005   |
| 10 | 55.000          | Ceará    | 2 x 0  | Atlético Mineiro | Castelão | Copa do Brasil 2005   |

### Alguns jogos em que a torcida alvinegra lotou o Presidente Vargas
- 11 de agosto de 1971: Ceará x Corinthians (Campeonato Brasileiro): 41.099 (público pagante)
- Ceará x Ferroviário (Campeonato Cearense de 1989): 38.515 (público pagante)
- 3 de dezembro de 1972: Ceará x Santos (Campeonato Brasileiro): 35.752[108] (público pagante)

### Rivalidades

#### Clássico-Rei

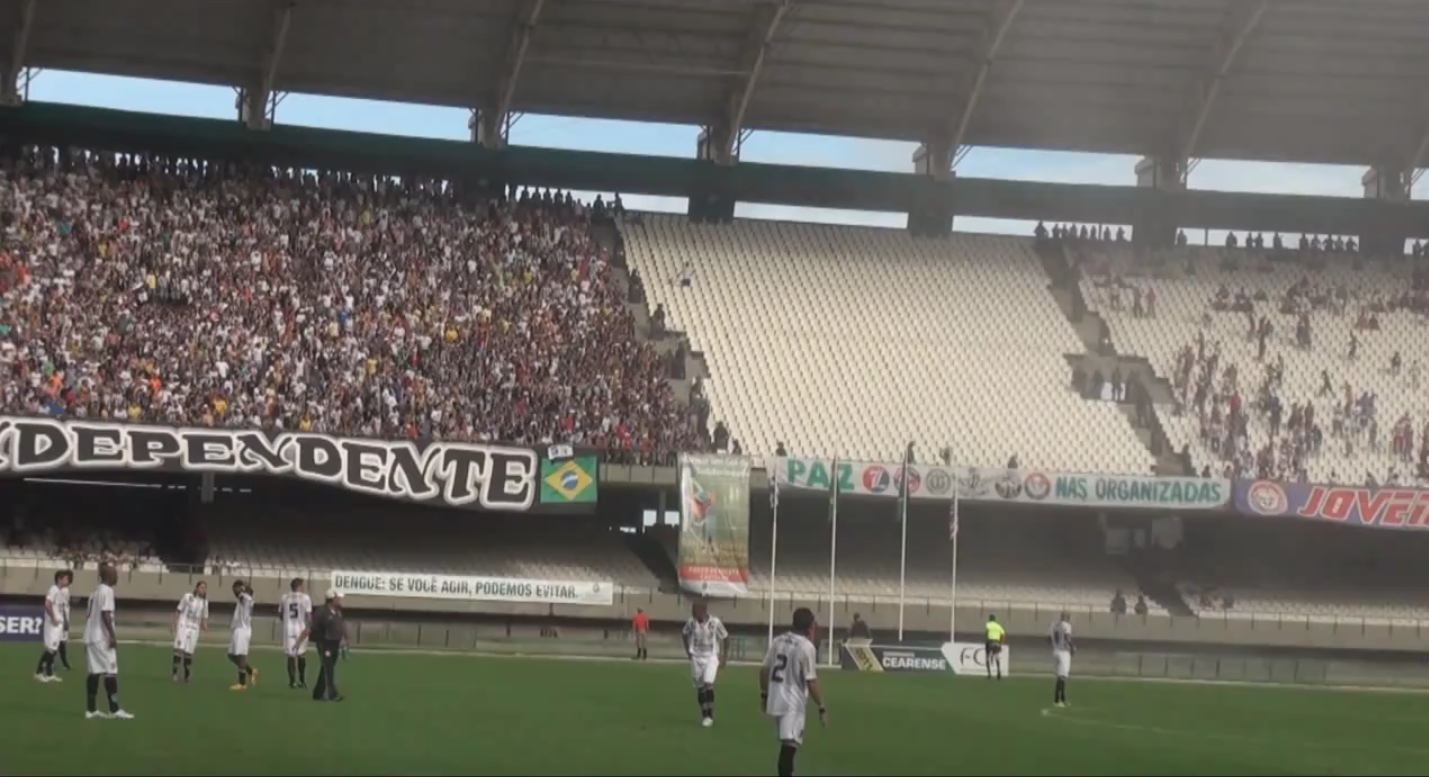
Ceará 2x1 Fortaleza, 30 de janeiro de 2011

O Clássico-Rei é o nome do clássico disputado entre Ceará e Fortaleza, considerado o mais tradicional do Ceará e uma das maiores rivalidades brasileiras.
O primeiro clássico ocorreu em 17 de dezembro de 1918, com vitória do Ceará por 2 a 0, em partida válida por um dos torneios da antiga Liga Metropolitana Cearense de Futebol.
| Rival     | J   | V   | E   | D   | GP  | GC  |
| --------- | --- | --- | --- | --- | --- | --- |
| Fortaleza | 588 | 198 | 209 | 181 | 796 | 761 |

#### Clássico da Paz
É como é conhecido o clássico entre Ceará e Ferroviário, devido à paz e à harmonia entre as duas torcidas. O Ceará leva uma vantagem de sessenta e cinco vitórias sobre o Tubarão da Barra. A maior goleada do Clássico da Paz ocorreu no Campeonato Cearense de 1941, quando o Ceará venceu por 10 a 1. Outra goleada a favor do Ceará ocorreu em meados de 1993: 9 a 1.
A estatística referente aos embates oficiais do Clássico da Paz é esta:
| Rival       | J   | V   | E  | D  | GP  | GC  |
| ----------- | --- | --- | -- | -- | --- | --- |
| Ferroviário | 300 | 140 | 90 | 70 | 469 | 307 |

### Retrospecto Internacional - Partidas e Torneios Amistosos
- 25 de agosto de 1949 – Ceará 16 x 0  Westfield F.C. – Partida amistosa
- 13 de julho de 1957 – Ceará 1 x 0  Montevideo Wanderers – Partida amistosa
- 10 de fevereiro de 1964 –  Suriname 0 x 1 Ceará – Partida amistosa
- 12 de fevereiro de 1964 –  Suriname 1 x 1 Ceará – Partida amistosa
- 15 de fevereiro de 1964 –  Suriname 2 x 2 Ceará – Partida amistosa
- 17 de fevereiro de 1964 –  Suriname 0 x 2 Ceará – Partida amistosa
- 29 de janeiro de 1971 – Ceará 0 x 0  Sparta Praga – Partida amistosa
- 31 de janeiro de 1971 – Ceará 1 x 1  Sparta Praga – Partida amistosa
- 18 de julho de 1996 – Ceará 1 x 2  Peñarol – Partida amistosa
- 6 de maio de 2010 – Ceará 1 x 1  PSV Eindhoven – Partida amistosa

### Retrospecto Internacional - Jogos Oficiais
- 17 de outubro de 1995 – Ceará 1 x 1  Corinthians – Copa Conmebol de 1995
- 2 de novembro de 1995 –  Corinthians 2 (7) x (6) 2 Ceará (disputa por pênaltis) – Copa Conmebol de 1995
- 10 de agosto de 2011 – Ceará 2 x 1  São Paulo – Copa Sul-Americana de 2011
- 24 de agosto de 2011 –  São Paulo 3 x 0 Ceará – Copa Sul-Americana de 2011
- 21 de abril de 2021 – Ceará 3 x 1  Jorge Wilstermann – Copa Sul-Americana de 2021
- 27 de abril de 2021 –  Arsenal de Sarandí 0 x 0 Ceará – Copa Sul-Americana de 2021
- 5 de maio de 2021 –  Bolívar 0 x 0 Ceará – Copa Sul-Americana de 2021
- 12 de maio de 2021 – Ceará 0 x 0  Arsenal de Sarandí – Copa Sul-Americana de 2021
- 20 de maio de 2021 – Ceará 2 x 0  Bolívar – Copa Sul-Americana de 2021
- 27 de maio de 2021 –  Jorge Wilstermann 1 x 0 Ceará – Copa Sul-Americana de 2021
- 5 de abril de 2022 – Ceará 2 x 1  Independiente – Copa Sul-Americana de 2022
- 12 de abril de 2022 –  Deportivo La Guaira 0 x 2 Ceará – Copa Sul-Americana de 2022
- 26 de abril de 2022 –  General Caballero JLM 0 x 2 Ceará – Copa Sul-Americana de 2022
- 3 de maio de 2022 – Ceará 3 x 0  Deportivo La Guaira – Copa Sul-Americana de 2022
- 17 de maio de 2022 – Ceará 6 x 0  General Caballero JLM – Copa Sul-Americana de 2022
- 25 de maio de 2022 – Independiente  0 x 2 Ceará – Copa Sul-Americana de 2022
- 29 de junho de 2022 – The Strongest  1 x 2 Ceará – IDA - Oitavas de Final da Copa Sul-Americana de 2022
- 6 de julho de 2022 – Ceará 3 x 0 The Strongest  – VOLTA - Oitavas de Final da Copa Sul-Americana de 2022
- 3 de agosto de 2022 – São Paulo  1 x 0 Ceará – IDA - Quartas de Final da Copa Sul-Americana de 2022
- 10 de agosto de 2022 – Ceará 2(3) x (4)1 São Paulo  – VOLTA - Quartas de Final da Copa Sul-Americana de 2022
- O Ceará possui 20 jogos oficiais, com 12 vitórias, 5 empates e 3 derrotas. O Vovô tem o 3º melhor retrospecto do Nordeste em competições da CONMEBOL, atrás de Bahia e Fortaleza.

### Treinadores e jogadores estrangeiros
- Emílio Palestrini (jogador; 1929)
- Mara Grinberg (jogador; 1936)
- János Tátrai (treinador; 1960–1962)
- Jorge Travasso (jogador; 1976)
- David "Madrigal" Diach (atacante; 2002)
- Hélio (zagueiro; 2006–2007)
- André Neles (atacante; 2009)
- Javier Reina (meia-atacante; 2010, 2012 e 2018)
- Arnold Meveng (lateral-esquerdo; base; 2013–2015)
- Hamílton (volante; 2013)
- Luis Salazar (zagueiro; 2016)
- Emanuel Biancucchi (meia; 2016)
- Maxi Biancucchi (atacante; 2017)
- Jown Cardona (meia; 2018)
- Yony González (atacante; 2021)
- Stiven Mendoza (atacante; 2021–2022)
- Jhon Vásquez (atacante; 2022)
- Lucho González (treinador; 2022)
- Gustavo Morínigo (treinador; 2023)
- Henrique Luvannor (atacante; 2023)
- Alfredo Aguilar (goleiro; 2023)
- Luis Manuel Orejuela (lateral-direito; 2023)
- Stanley Boateng (zagueiro; base; 2023)
- Stiven Nufour (volante; base; 2023)
- Lucas Mugni (meia; 2024)
- Jorge Recalde (meia-atacante; 2024)
- Facundo Castro (atacante; 2024)
- Facundo Barceló (atacante; 2024)
- Rafael Ramos (lateral-direito; 2024)

## Elenco atual
Última atualização: 8 de agosto de 2025

## Ídolos
A história vitoriosa e recheada de conquistas do Ceará sempre foi alimentada por grandes jogadores e vários destes viraram ídolos, para todos os gostos e posições. De geração em geração o Alvinegro produziu ídolos inconteste para sua apaixonada torcida.
No gol, vários nomes que até hoje são lembrados pelo torcedor: Pintado, Ivan Roriz, Aloísio Linhares, Hélio Show, Chico, Sérgio Gomes e mais recentemente Adílson, “o paredão”, gravaram seus nomes na galeria de ídolos do clube.
O sistema defensivo, composto por laterais e zagueiros e que é um ponto sempre tão delicado e difícil de fabricar jogadores símbolos para a torcida, também tem representantes na história do Mais Querido: Alexandre Nepomuceno, Mauro Calixto, Artur, Argeu dos Santos, Lula Pereira - que foi também um treinador vitorioso-, Airton Tanque, Bezerra, Jaime, Erivelton, Arlindo Maracanã, Carlindo (eleito pela Revista Placar o melhor lateral-esquerdo do futebol brasileiro em 1971, atuando pelo Ceará), Everaldo e o mais recente, Luiz Otávio, que está construindo uma magnífica história no Vozão.
O meio-campo, setor que mais produz jogadores marcantes em qualquer clube, também é um celeiro de atletas que representaram muito bem o Vozão. Na história centenária do Ceará, vários meio-campistas ficaram marcados como ídolos e ficaram para sempre na memória dos torcedores, seja pela raça demonstrada com a camisa alvinegra ou por assistências e gols. Edmar, João Marcos, Michel, Zé Eduardo, Magela e Ricardinho, com seus mais de 300 jogos pelo Alvinegro, são alguns destes nomes.
O ataque é, sem dúvida alguma, o setor com maior índice na produção de ídolos. O gol, a alegria maior do torcedor, revela sempre os nomes que caem nas graças da torcida. Mitotônio, Antonino, Carlito, Marco Aurélio, Ivanir, Da Costa, Katinha, Iarley, Mota -“o torcedor em campo”-, Sérgio Alves – o Carrasco, de tantos gols e momentos gloriosos -, Magno Alves – o Magnata, com uma técnica apurada e faro de gol - e Gildo, o maior artilheiro da história do Ceará, fazem uma linha de frente invejável e que deu alegrias inesquecíveis ao torcedor alvinegro.
Ao longo da história do Vozão, o torcedor alvinegro também se sente bem representado na borda do campo. Alguns técnicos se identificaram bastante com o clube e a torcida ao ponto de virarem ídolos. Ivonísio Mosca e Caiçara são alguns exemplos de treinadores que entraram para a história do clube. Entre tantos técnicos um se destaca dos demais. Dimas Filgueiras, “o soldado alvinegro”, elevou a relação torcida/técnico. Além de ter representado o Mais Querido em campo, Dimas é um dos maiores nomes que já comandou o Alvinegro. Foram mais de 500 jogos representando o Vozão, sendo atleta e treinador.
Essa seleção de nomes que marcaram a história do clube não é taxativa. Existem outros grandes atletas que se dedicaram ao clube durante suas carreiras, e que também entraram para a galeria de ídolos do Vozão.

## Títulos

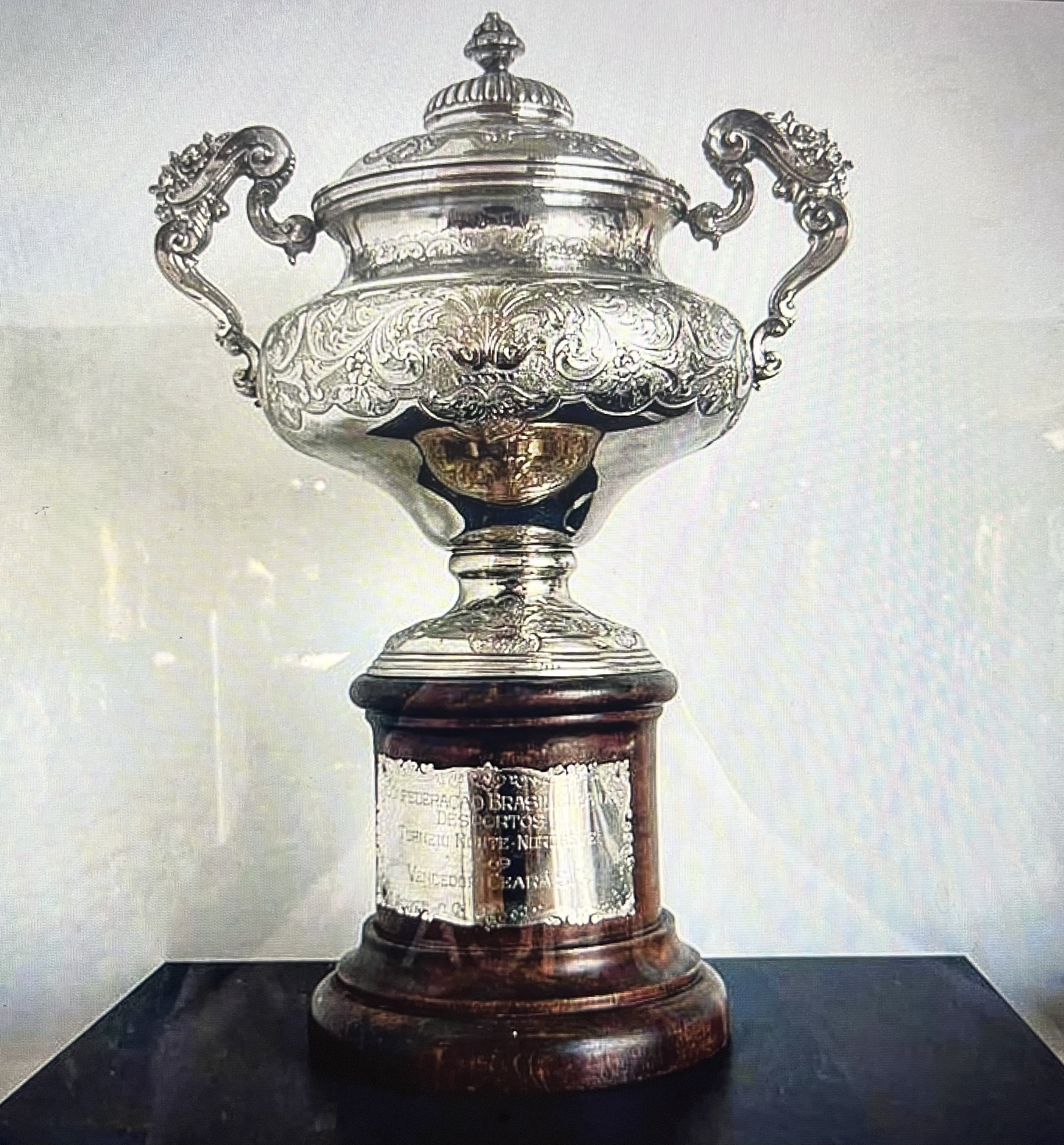
Taça do Torneio Norte-Nordeste de 1969.

Títulos oficiais
|           | Torneio Norte-Nordeste      | 1       | 1969 |
| REGIONAIS |                             |         | |
|           | Competição                  | Títulos | Temporadas |
|           | Copa do Nordeste            | 3       | 2015, 2020 e 2023 |
| ESTADUAIS |                             |         | |
|           | Competição                  | Títulos | Temporadas |
|           | Campeonato Cearense         | 47      | 1915, 1916, 1917, 1918, 1919, 1922, 1925, 1931, 1932, 1939, 1941, 1942, 1948, 1951, 1957, 1958, 1961, 1962, 1963, 1971, 1972, 1975, 1976, 1977, 1978, 1980, 1981, 1984, 1986, 1989, 1990, 1992*, 1993, 1996, 1997, 1998, 1999, 2002, 2006, 2011, 2012, 2013, 2014, 2017, 2018, 2024 e 2025 |
|           | Copa dos Campeões Cearenses | 1       | 2014 |
|           | Torneio Início do Ceará     | 12      | 1922, 1923, 1926, 1932, 1936, 1937, 1943, 1947, 1952, 1953, 1967 e 1978 |
| TOTAL     |                             |         | |
|           | Conquistas                  | Títulos | Categorias |
|           | Títulos oficiais            | 63      | 1 Inter-regional, 3 Regionais e 59 Estaduais |

Notas e legenda
Por serem um torneio à parte, os chamados "zonais", fases regionais e inter-regionais da Taça Brasil, ainda não foram oficializados pela CBF.
* O título do Campeonato Cearense de 1992 foi dividido com Fortaleza, Icasa EC e Tiradentes-CE.
 Torneio com chancela da CBD/CBF.
 Título conquistado de forma invicta.
Outros títulos
|                                               | Taça Brasil — Zona Norte–Nordeste          | 1       | 1964       |
| REGIONAIS                                     |                                            |         |            |
|                                               | Competição                                 | Títulos | Temporadas |
|                                               | Torneio do Nordeste da Taça Brasil         | 1       | 1964       |
|                                               | Torneio Nordeste do Torneio Norte–Nordeste | 1       | 1969       |
| INTERESTADUAIS                                |                                            |         |            |
|                                               | Competição                                 | Títulos | Temporadas |
|                                               | Taça Asa Branca                            | 1       | 2016       |
| Pernambuco · Paraíba · Ceará                  | Taça Pontes do Recife                      | 1       | 1997       |
| Pará · Ceará                                  | Torneio Pará-Ceará                         | 1       | 1993       |
| Ceará · Rio de Janeiro                        | Pentagonal Interestadual de Fortaleza      | 1       | 1966       |
| Ceará · Maranhão                              | Torneio Quadrangular de Fortaleza de 1962  | 1       | 1962       |
| ESTADUAIS                                     |                                            |         |            |
|                                               | Competição                                 | Títulos | Temporadas |
|                                               | Copa dos Campeões Cearenses                | 1       | 2014       |
| OUTROS TÍTULOS ESTADUAIS E TORNEIOS AMISTOSOS |                                            |         |            |
|                                               | Competição                                 | Títulos | Temporadas |
|                                               | Taça Pedro Basílio                         | 1       | 2023       |
|                                               | Troféu Chico Anysio                        | 1       | 2012       |
|                                               | Copa Ipueiras                              | 1       | 2011       |
|                                               | Copa Estado do Ceará                       | 1       | 1967       |
|                                               | Torneio Coronel Edivio Caldas Santos       | 1       | 1967       |
|                                               | Torneio Tenente-Coronel Ivã Teixeita Leite | 1       | 1967       |
|                                               | Torneio Presidente Vargas                  | 1       | 1942       |
|                                               | Troféu J. Markan                           | 1       | 1923       |
|                                               | Troféu LV. Cácia                           | 1       | 1922       |
|                                               | Torneio de Futebol de Fortaleza            | 1       | 1914       |

## Categorias de base
Conquistas Nacionais
- Campeonato Brasileiro Sub-23: 2020
- Brasil Cup Sub-13: 2012[114]
- Brasil Cup Sub-17: 2012[115]
- Danicup Mundial Sub-11: 2019

Conquistas Regionais
- Supercopa Natal Sub-17: 2019
- Copa do Nordeste Sub-14: 2025
- Copa do Nordeste Sub-16: 2025

Conquistas Estaduais
- Taça FCF Sub-20: 2023[116]
- Torneio de Desenvolvimento CBF Sub-15: 2019 e 2021
- Copa dos Campeões Seromo Sub-16: 2023
- Copa Seromo Sub-15: 2019 e 2021
- Copa Seromo Sub-17: 2019 e 2023
- Campeonato Cearense da Copa Sub-18: 2009
- Campeonato Cearense de Juniores: 1975, 1984, 1988, 1989, 1991, 1993 e 1995
- Campeonato Cearense Sub-23: 2003
- Campeonato Cearense Sub-20: 2003, 2012, 2015, 2019 e 2023
- Campeonato Cearense Sub-18: 2010
- Campeonato Cearense Sub-17: 2010, 2013, 2014, 2015, 2016, 2018, 2019, 2021, 2022 e 2023
- Campeonato Cearense Sub-16: 2008 e 2010
- Campeonato Cearense Sub-15: 2010, 2015, 2022, 2023 e 2024
- Campeonato Cearense Sub-13: 2010, 2014, 2015, 2016, 2019 e 2022
- Copa Manjadinho Sub-12: 2025

 Campeão invicto

## Futsal

### Títulos
|                       | Copa do Brasil                            | 1       | 2021                                      |
| REGIONAIS             |                                           |         |                                           |
|                       | Competição                                | Títulos | Temporadas                                |
|                       | Liga Nordeste                             | 1       | 2019                                      |
| ESTADUAIS             |                                           |         |                                           |
|                       | Competição                                | Títulos | Temporadas                                |
|                       | Campeonato Cearense                       | 7       | 2003, 2004, 2005, 2019, 2020, 2021 e 2022 |
|                       | Copa Estado do Ceará                      | 1       | 2021                                      |
| CAMPANHAS DE DESTAQUE |                                           |         |                                           |
|                       | Competição                                | Títulos | Temporadas                                |
| Brasil                | Vice-campeão da Taça Brasil - 1ª. Divisão | 1       | 2021                                      |
| Brasil                | Vice-campeão da Copa do Brasil            | 1       | 2020                                      |

## Vôlei

### Vôlei de quadra
O Ceará lançou em junho de 2023 a sua equipe masculina e feminina de vôlei de quadra. O Alvinegro conta agora com um time nas categorias Sub-17 (masculino e feminino) e Sub-19 (feminino) dentro da modalidade. Por ser vinculado ao Comitê Brasileiro de Clubes, o Ceará não terá custos com a categoria.
O Alvinegro vinculou-se ao Comitê Brasileiro de Clubes (CBC) no início deste mês de junho, passando a integrar a Política de Formação de Atletas em parceria com os clubes formadores, Confederações e Ligas Nacionais.
Além do vôlei de quadra, o Alvinegro terá ainda as modalidades de Vôlei de Praia e Basquete. O clube irá trabalhar dentro dessas modalidades na formação de base olímpica para os ciclos olímpicos e disputar as competições do CBC chamada de CBI (Campeonato Brasileiro Interclubes) que são realizadas mensalmente em todo o país.

### Vôlei de praia
Em setembro de 2023, o Ceará contratou Ana Luiza e Carol Horta para representar o Alvinegro na oitava etapa do Circuito Brasileiro de vôlei de praia, que acontecerá em Fortaleza.
A dupla foi campeã da etapa Miguel Pereira; campeã sul-americana em Santiago, no Chile, e também em Lima, no Peru; e campeã na etapa regional disputada em Natal-RN.
Na competição, a dupla será comandada pelo técnico Reis Castro, que, em nove vezes, conquistou o título brasileiro da modalidade e em oito oportunidades sagrou-se como campeão mundial.
Reis Castro é o treinador na base e no feminino adulto. André Índio comandará a base e a categoria masculina.

## Presidentes
- Gilberto Gurgel (1914 – 1920)
- Felinto Moraes (1920 – 1920)
- Virgílio Brígido Filho (1921 – 1921)
- Aluísio Barroso (1921 – 1921)
- Sílvio Gentil de Lima (1922 – 1922)
- Joaquim Magalhães (1923 – 1923)
- Carlos de Alencar Pinto (1923 – 1923)
- Henrique Ellery (1924 – 1924)
- Felinto de Moraes (1925 – 1925)
- Bolívar Purcell (1926 – 1928)
- Meton Pinto (1929 – 1929)
- Carlos de Alencar Pinto (1930 – 1931)
- Clóvis de Alencar Matos (1932 – 1933)
- Felinto Moraes (1934 – 1934)
- Walter Barroso (1935 – 1935)
- João Batista Furtado (1936 – 1937)
- Oliveira Paula (1938 – 1938)
- Joaquim Lima (1938 – 1938)
- Oscar Jansen Barroso (1939 – 1940)
- Antônio da Frota Filho (1941 – 1941)
- Ananias Frota (1942 – 1942)
- João Batista Furtado (1943 – 1946)
- José Bastos Mitoso (1947 – 1947)
- Tarcísio Soriano Aderaldo (1948 – 1948)
- Humberto Ellery (1949 – 1949)
- Antônio Viana Rodrigues (1950 – 1951)
- José Maria Catunda (1952 – 1952)
- Edgardo Ellery (1953 – 1953)
- Humberto Ellery (1954 – 1955)
- José Elias Bachá (1956 – 1960)
- Afonso Ésulo de Oliveira (1960 – 1961)
- José Jaime Guimarães (1961 – 1963)
- José Elias Bachá (1964 – 1965)
- Edmar Uchoa (1966 – 1966)
- Paulo Benevides (1967 – 1968)
- José Lino Filho (1968 – 1972)
- Luiz Nogueira Marques (1973 – 1973)
- Luís França (1974 – 1974)
- Fernando Façanha (1974 – 1975)
- Euler Pontes (1975 – 1977)
- Eulino Oliveira (1978 – 1979)
- Franzé Moraes (1980 – 1980)
- João Hildo Furtado (1981 – 1981)
- Raimundo Chaves (1981 – 1981)
- Danilo Marques (1982 – 1983)
- Franzé Moraes (1984 – 1985)
- Raimundo Chaves (1987 – 1988)
- Marcone Borges (1988 – 1989)
- Franzé Moraes (1990 – 1992)
- Raimundo Chaves (1992 – 1992)
- Antônio Góis (1992 – 1993)
- Luiz Teixeira de Pádua (1994 – 1995)
- Emanuel Gurgel (1996)
- Carlos Osterne (1996)
- José Lino S. Filho (1996 – 1997)
- Elísyo Serra (1998 – 1998)
- Átila Bezerra (1998 – 1999)
- Eulino Oliveira (2000)
- Edmílson Moreira (2001 – 2001)
- Átila Bezerra (2001 – 2004)
- Alexandre Frota (2004 – 2005)
- Eugênio Rabelo (2005 – 2008)
- Evandro Leitão (2008 – 2015)
- Robinson de Castro (2015 – 2023)
- Carlos Moraes (2023 – 2023)
- João Paulo Silva (2023 – presente)